# Заборовье (Ленинградская область)
Заборовье — деревня в Ганьковском сельском поселении Тихвинского района Ленинградской области.

## История
Усадище Заборовье упоминается в переписи 1710 года в Дмитровском Капецком погосте Нагорной половины Обонежской пятины.

ЗАБОРОВЬЕ — деревня Новинского общества, прихода Капецкого погоста. Река Паша.

Крестьянских дворов — 8. Строений — 19, в том числе жилых — 12.

Число жителей по семейным спискам 1879 г.: 31 м. п., 34 ж. п.; по приходским сведениям 1879 г.: 36 м. п., 41 ж. п.

В конце XIX — начале XX века деревня административно относилась к Кузьминской волости 2-го земского участка 2-го стана Тихвинского уезда Новгородской губернии.

ЗАБОРОВЬЕ — деревня Новинского общества, дворов — 9, жилых домов — 13, число жителей: 24 м. п., 33 ж. п.
 
Занятия жителей — земледелие, рубка и сплав леса. Река Паша. Мелочная лавка. (1910 год)

Деревня Заборовье на карте 1932 года

Согласно карте Ленинградской области Северо-западного аэрогеодезического треста ГГУ издания 1932 года деревня насчитывала 9 крестьянских дворов.
По данным 1933 года деревня Заборовье являлась административным центром Заборовского сельсовета Капшинского района Ленинградской области, в который входили 6 населённых пунктов: деревни Боровское, Давыдовщина, Заборовье, Мыкино, Наволок, Новинка, общей численностью населения 541 человек.
По данным 1936 года в состав сельсовета входили 6 населённых пунктов, 95 хозяйств и 2 колхоза.
По данным 1966 и 1973 годов деревня Заборовье входила в состав Михалёвского сельсовета Тихвинского района.
По данным 1990 года деревня Заборовье входила в состав Ганьковского сельсовета.
В 1997 году в деревне Заборовье Ганьковской волости проживали 18 человек, в 2002 году — 17 человек (русские — 94 %).
В 2007 году в деревне Заборовье Ганьковского СП проживали 7 человек, в 2010 году — 8.

## География
Деревня расположена в центральной части района к югу от автодороги 41А-009 (Ганьково — Явшиницы).
Расстояние до административного центра поселения — 16 км.
Расстояние до ближайшей железнодорожной станции Тихвин — 50 км.
Деревня находится на реке Паша.

## Демография
| 2007 | 2010 | 2017 |
| ---- | ---- | ---- |
| 7    | ↗8   | ↗11  |

### Национальный состав
Согласно данным Всероссийской переписи населения 2021 года в деревне проживали 7 человек, все русские.

## Улицы
Левобережная, Правобережная.